# Burnett M. Chiperfield

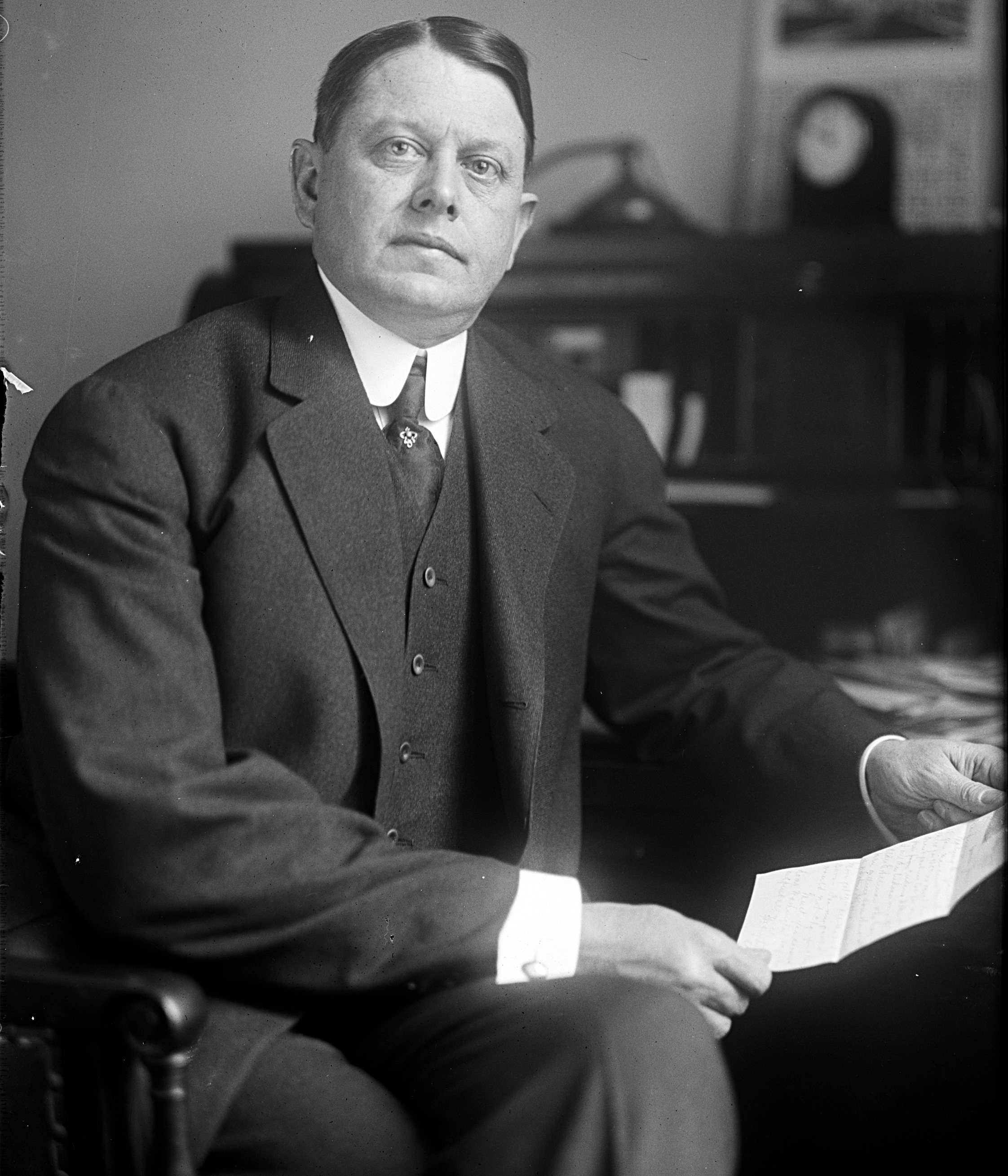
Burnett M. Chiperfield (1915)

Burnett Mitchell Chiperfield (* 14. Juni 1870 in Dover, Bureau County, Illinois; † 24. Juni 1940 in Canton, Illinois) war ein US-amerikanischer Politiker. Zwischen 1915 und 1917 sowie nochmals von 1930 bis 1933 vertrat er den Bundesstaat Illinois im US-Repräsentantenhaus.

## Werdegang
Burnett Chiperfield besuchte die öffentlichen Schulen seiner Heimat und die Hamline University in Saint Paul (Minnesota). Nach einem anschließenden Jurastudium und seiner 1891 erfolgten Zulassung als Rechtsanwalt begann er in diesem Beruf zu arbeiten. 20 Jahre lang war er auch Mitglied der Nationalgarde von Illinois und er nahm am Spanisch-Amerikanischen Krieg von 1898 teil. Neben seiner Tätigkeit als Rechtsanwalt war Chiperfield auch im Bankgewerbe tätig. Zwischen 1896 und 1900 war er Staatsanwalt im Fulton County. Gleichzeitig schlug er als Mitglied der Republikanischen Partei eine politische Laufbahn ein. Von 1903 bis 1913 saß er als Abgeordneter im Repräsentantenhaus von Illinois. Im Jahr 1912 kandidierte er noch erfolglos für den Kongress.
Bei den Kongresswahlen des Jahres 1914 wurde Chiperfield dann aber im 26. Wahlbezirk von Illinois in das US-Repräsentantenhaus in Washington, D.C. gewählt, wo er am 4. März 1915 die Nachfolge von Lawrence B. Stringer antrat. 1916 verzichtete er auf eine erneute Kandidatur. Stattdessen bewarb er sich erfolglos um einen Sitz im US-Senat. In den Jahren 1920 und 1936 war Chiperfield Delegierter zu den jeweiligen Republican National Conventions. Nach dem Tod des Abgeordneten Edward John King wurde er der fälligen Nachwahl für den 15. Sitz von Illinois als dessen Nachfolger in das US-Repräsentantenhaus gewählt, wo er am 4. November 1930 sein neues Mandat antrat. Da er gleichzeitig für die folgende Legislaturperiode gewählt wurde, konnte er bis zum 3. März 1933 im Kongress verbleiben.
1932 wurde er nicht wiedergewählt. Zwei Jahre später strebte er ebenso erfolglos seine Rückkehr in den Kongress an. Er starb am 24. Juni 1940 in Canton, wo er auch beigesetzt wurde. Sein Sohn Robert (1899–1971) wurde ebenfalls Kongressabgeordneter für Illinois.